# Kuti Dénes
Kuti Dénes (Marosvásárhely, 1952. május 30. –) erdélyi magyar festő. A Magyar Művészeti Akadémia Képzőművészeti Tagozatának tagja (2005).

## Életpályája
Elemi és középiskolái tanulmányait  Marosvásárhelyen végezte, a Zene- és Képzőművészeti Gimnáziumban érettségizett 1971-ben. Felsőfokú tanulmányokat a kolozsvári Ion Andreescu Képzőművészeti Főiskola festészet szakán (1972–1976) folytatott. Sima Pál és Tóth László voltak a mesterei. Diplomájának kézhez vétele óta folyamatosan festészettel foglalkozik állandó lakhelyén, Szovátán. 1977 óta kiállító művész, képeit először Szovátán mutatta be. 1980–1986 közt Bukarestben minden évben (összesen hét alkalommal) a Dalles teremben szervezett országos tárlatokon szerepelt táblaképeivel.
Festményeit a sóvidéki táj ihlette, de már az 1970-es évek közepén „abszurd realista” képeivel beletalált a hiperrealizmusba. A látványból, a valósághű környezetből indult ki, de mindezt felnagyítva vagy aprólékosan részletezve, vagy mintegy történelmi allegóriaként értelmezve groteszk helyzetben (bőröndbe gyűrte a mezőt, a virágos rétet csempeburkolatnak festette, stb) ábrázolja. 1976 óta a Marosvásárhelyi Műhely (MAMŰ), 1986-tól a Romániai Képzőművészek Országos Szövetségének tagja, 1990-től pedig belépett az újjáalakult Barabás Miklós Céhbe, mely a romániai magyar képzőművészek szervezete.
1989 után váltakozva Magyarországon, Romániában, Németországban jelentkezett egyéni kiállításokkal, 1993-ban Budapesten, Martonvásárban, Százhalombattán, 1996-ban újra Szovátán, 2000-ben Sopronban, 2001-ben Százhalombattán, 2002-ben Marosvásárhelyen, 2011-ben a Németországban (Brühl, NRW).
1980 óta szerepel csoportos kiállításokon, a már említett bukaresti tárlatok (1980-86) mellett ugyancsak 1980 óta rendszeres résztvevője az évente megrendezett marosvásárhelyi megyei képzőművészeti kiállításoknak. 1989-90-ben a MAMŰ által szervezett csoportos kiállítás egyik szereplője a Szentendrei Képtárban. 2002-ben a marosvásárhelyi Bandi Kati festőművésszel és Jakab Tibor fotóművésszel állított ki Marosvásárhelyen. 2004-ben Korondon A Sóvidék és képzőművészei című kiállítással egybekötött konferencia részvevője és egyik kiállító művésze. 2006. november 4-én Marosvásárhelyen a Bernády Házban nyílt jubileumi kiállításon tizenhárom képzőművész (köztük Kuti Dénes) tisztelgett az 1956-os forradalom emléke előtt. Legutóbb 2011-ben a kínai Szépművészeti Múzeumban (Peking) szervezett Kortárs magyar képzőművészeti kiállításon szerepelt.
Mintegy 3500 műve található galériákban és magángyűjteményekben.

## Díjak, elismerések
- A Barabás Miklós Céh által szervezett Országos Képzőművészeti Kiállítás Festészeti Nívó-díja (1997)

## Kapcsolódó információk
- Százhalombattai Galéria, Kuti Dénes
- Kuti Dénes: Az eldobott mező (olaj, vászon)[halott link]